# کنستانس ماری
کنستانس ماری (به انگلیسی: Constance Marie) بازیگر، آمریکایی زاده ۱۹۶۵، میلادی در ایالت کالیفرنیا زاده شد. وی در سریالهای سی اس آی و زندگی مخفی نوجوان آمریکایی گربه چکمه پوش، سوپ تورتیا و نسخه اولیه ایفای نقش داشت .